# Igreja de São Martinho de Lordelo
A Igreja de São Martinho de Lordelo ou Igreja de Lordelo do Ouro, localiza-se na freguesia de Lordelo do Ouro, na cidade do Porto, em Portugal.

## História
Situada na Rua das Condominhas, a construção da igreja foi iniciada em 1764, sobre uma capela mais pequena. A igreja, que esteve integrada no Padroado Real, só ficou completa em 1867, com a construção da torre sineira. As obras foram atrasadas compreensivelmente, quer pelas Invasões Francesas, quer pelo drama do Cerco do Porto.
O orago, São Martinho, está presente num nicho por cima da porta principal. Em 1888, a frontaria e as torres sineiras foram cobertas de azulejos, obra da já desaparecida Fábrica de Cerâmica de Massarelos. O corpo da igreja só viria a ser igualmente revestido em 1949, tendo sido ainda remodelado em 1982.

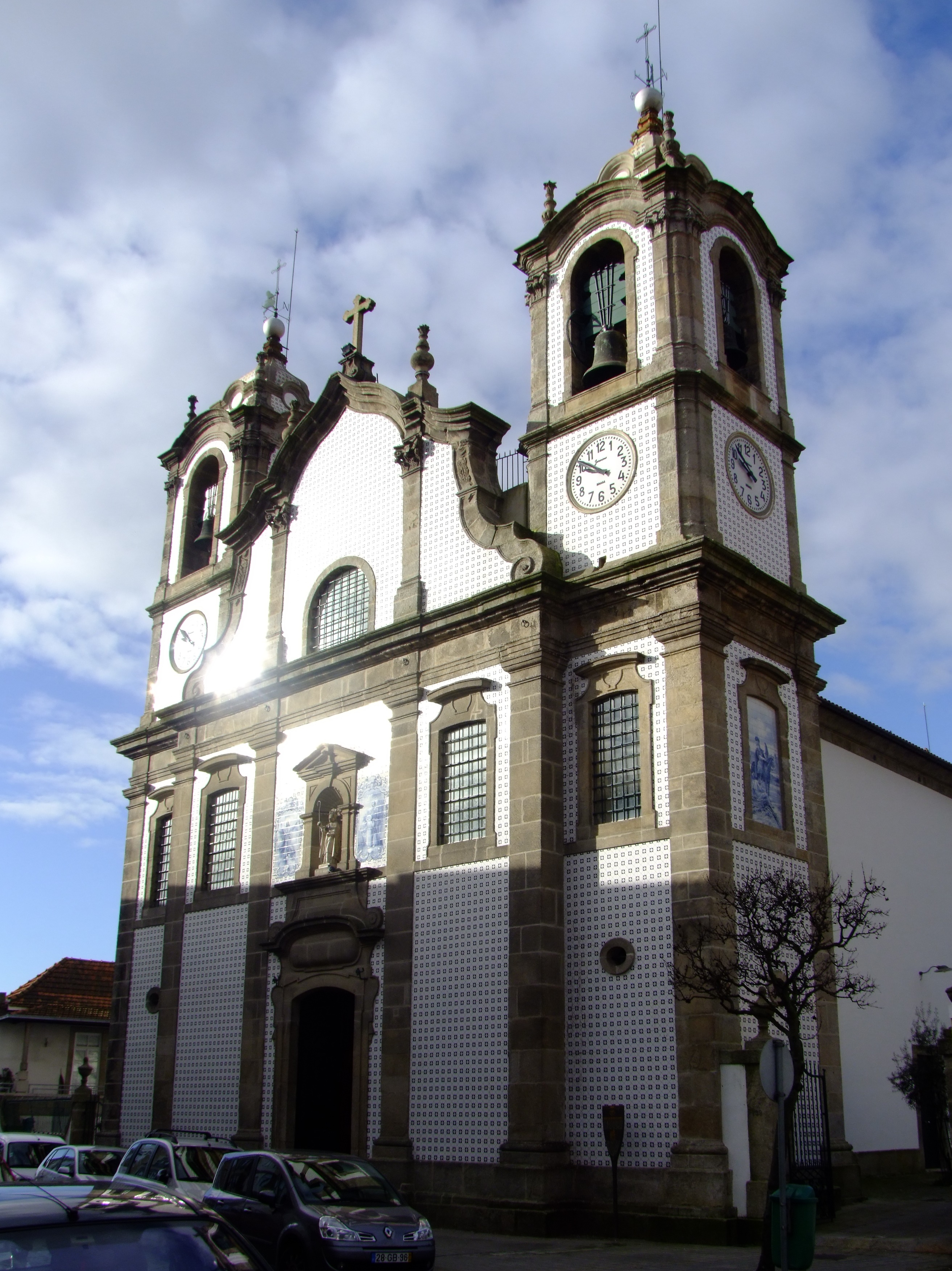
Fachada principal.
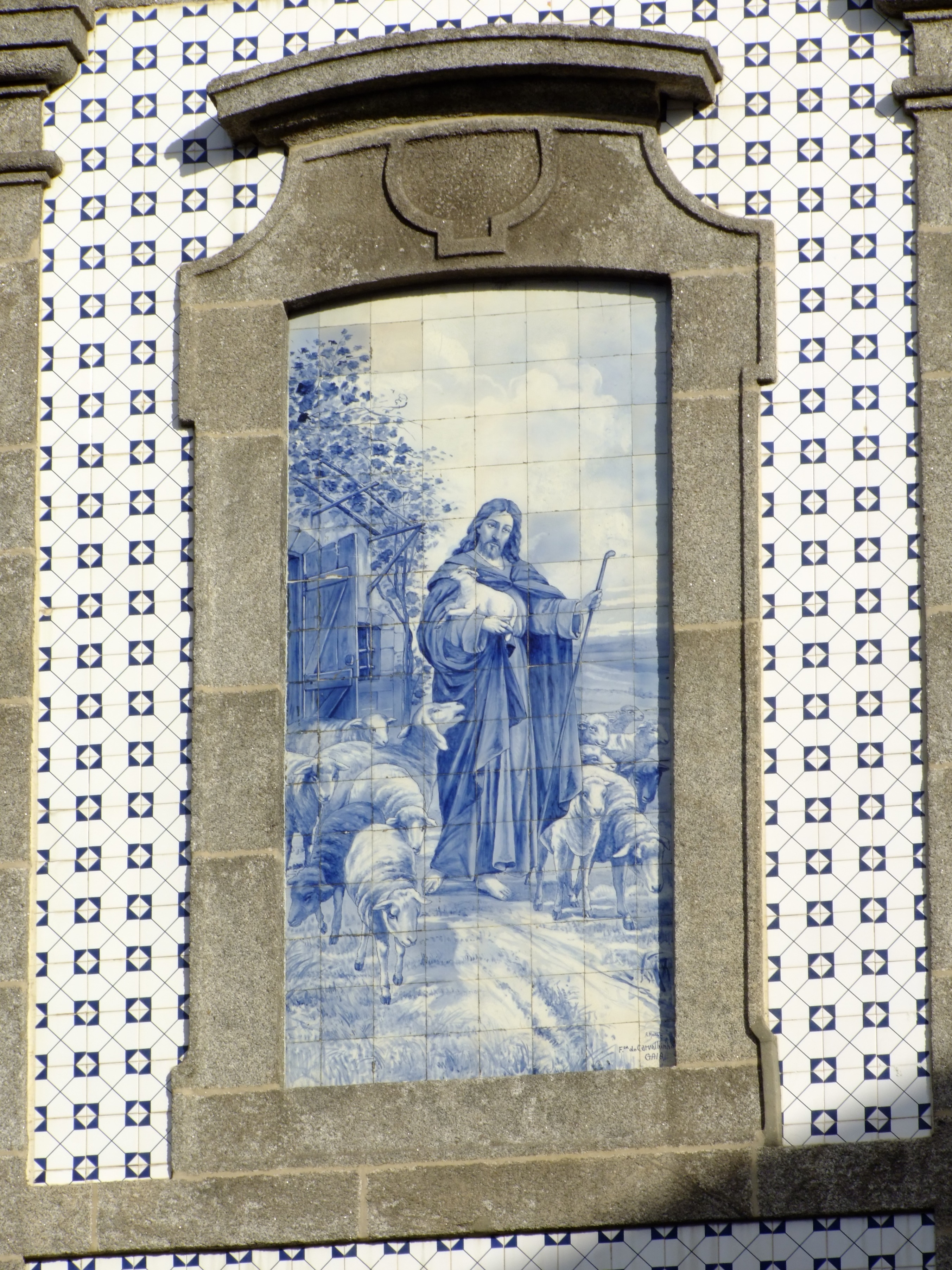
Azulejo da Fábrica Cerâmica do Carvalhinho, Gaia.